# Oudelande
Oudelande ist ein kleines Dorf innerhalb der Gemeinde Borsele in der niederländischen Provinz Zeeland und hat 665 Einwohner (Stand: 1. Januar 2024). Das Dorf war bis 1970 eine selbstständige Gemeinde und wurde zu jenem Jahr in Borsele eingegliedert. Um das Dorf herum befinden sich Obstbaumfelder, auf denen hauptsächlich Apfelbäume angebaut werden.

## Geschichte
Die Herren von Baarland, dem Nachbardorf, hatten in Oudelande früher viel Einfluss, sie erhoben Steuern und andere Verpflichtungen. Die evangelische Kirche des Ortes stammt aus dem 15. Jahrhundert, der Turm wurde um 1400 erbaut. Das Besondere ist, dass sich die Zifferblätter nicht in der Mitte der Turmfassaden befinden. Die Glocken wurden während des Krieges beschlagnahmt, aber später gefunden und wieder eingebaut. Neben der Kirche befindet sich die "Klapbanke" um einen Kastanienbaum, Bänke, auf denen der Dorfklatsch ausgetauscht wird. Während der Flutkatastrophe von 1953 wurde das Dorf teilweise überflutet, wodurch drei Einwohner ertrunken sind. Nördlich von Oudelande befindet sich ein ehemaliger Bahnhof der Bahnstrecke Goes-Borsele. Seit 2007 gibt es im Ort kaum noch Verkehrsschilder. Dies geschah bewusst, um das Erscheinungsbild des Dorfes aufzuwerten, einer Idee des Dorfrates folgend, die von der Gemeinde übernommen wurde. 2009 erklärte der Gemeinderat von Borsele, dass der Test erfolgreich war und Oudelande fortan verkehrszeichenfrei bleibt.

## Sehenswürdigkeiten
- Protestantse kerk
- Klapbanke
- Ehemaliger Bahnhof